# Bitwa pod Burkatowem (1866)
Bitwa pod Střítežą – starcie zbrojne, które miało miejsce 28 czerwca 1866 między wsiami Soor (Žďár, obecnie Hajnice koło Trutnova), a Střítežą (dawniej niem. Burkersdorf/Burkatów) (obecnie Střítež, dzielnica Trutnova w Czechach), między pruskim korpusem Gwardii a austriackim X korpusem podczas wojny prusko-austriackiej, o hegemonię w Związku Niemieckim.
Starcie było niemal bezpośrednim następstwem bitwy pod Trutnovem. Zakończyła się ciężką porażką austriackiego X korpusu. W jej wyniku pruskie korpusy I i Gwardii mogły bez przeszkód wejść na teren Czech.